# یواس‌اس استرت (دی‌دی‌جی-۱۰۴)
یواس‌اس استرت (دی‌دی‌جی-۱۰۴) (به انگلیسی: USS Sterett (DDG-104)) یک کشتی است که طول آن 509 ft 6 in (155.3 m) overall, می‌باشد. این کشتی در سال ۲۰۰۷ ساخته شد.